# 李玉明
李玉明（1930年12月—），生年或作1929年，男，山西忻州人，中华人民共和国政治人物，曾任山西省人民政府秘书长，山西省人大常委会副主任。